# Oulema
Ne doit pas être confondu avec Ouléma.
Genre
Oulema est un genre d'insectes coléoptères de la famille des Chrysomelidae, de la sous-famille des Criocerinae.

## Principales espèces rencontrées en Europe
- Oulema duftschmidi (Redtenbacher 1874)
- Oulema erichsonii (Suffrian 1841)
- Oulema gallaeciana (Heyden 1879) - Léma du lichen
- Oulema hoffmannseggii (Lacordaire 1845)
- Oulema magistrettiorum (Ruffo 1964)
- Oulema melanopus (Linnaeus 1758) - Léma à pieds noirs
- Oulema rufocyanea (Suffrian 1847)
- Oulema septentrionis (Weise 1880)
- Oulema tristis (Herbst 1786)

## Liste d'espèces
Selon Catalogue of Life (29 août 2014) :
- Oulema arizonae
- Oulema brunnicollis
- Oulema collaris
- Oulema concolor
- Oulema cornuta
- Oulema elongata
- Oulema laticollis
- Oulema longipennis
- Oulema maculicollis
- Oulema margineimpressa
- Oulema melanopus
- Oulema minuta
- Oulema palustris
- Oulema sayi
- Oulema simulans
- Oulema texana
- Oulema variabilis